# إسماعيل الصغير
إسماعيل الصغير (بالفرنسية: Ismaïl Sghyr)‏ عداء ألعاب قوى مغربي الأصل فرنسي الجنسية منذ 1999، ولد يوم 16 مارس 1972 بمدينة تارودانت، تخصص بمسافة 10000 متر، وحصل على الميدالية الذهبية في ألعاب البحر الأبيض المتوسط سنة 1997.

## إنجازاته

### بطولة العالم لألعاب القوى داخل الصالات
- بطولة العالم لألعاب القوى داخل الصالات 1997 بـ باريس,  فرنسا
  -  برونزية 3000 متر

### ألعاب البحر الأبيض المتوسط
- ألعاب البحر الأبيض المتوسط لعام 1997 بـ باري,  إيطاليا
  -  ذهبية 3000 متر

### بطولة أوروبا لألعاب القوى
- بطولة أوروبا لألعاب القوى 2002 بـ ميونخ,  ألمانيا
  -  فضية 5000 متر

## وصلات خارجية
- إسماعيل الصغير على موقع الاتحاد الدولي لألعاب القوى (الإنجليزية)
- إسماعيل الصغير على موقع الاتحاد الفرنسي لألعاب القوى (الفرنسية)
- إسماعيل الصغير على موقع أوليمبيديا (الإنجليزية)